# 鋸胸脂鯉
鋸胸脂鯉，為輻鰭魚綱脂鯉目脂鯉亞目脂鯉科的其中一個種。分布於南美洲亞馬遜河上游、流域，體長可達8.8公分，棲息在底中層水域，生活習性不明。